# Мори, Джузеппе
Джузеппе Мори (итал. Giuseppe Mori; 24 января 1850, Лоро-Пичено, Папская область — 30 сентября 1934, Лоро-Пичено, королевство Италия) — итальянский куриальный кардинал и ватиканский сановник. Заместитель секретаря Священной Конгрегации дисциплины таинств с 20 октября 1908 по 8 декабря 1916. Секретарь Священной Конгрегации Собора с 8 декабря 1916 по 11 декабря 1922. Кардинал-дьякон с 11 декабря 1922, с титулярной диаконией Сан-Никола-ин-Карчере с 14 декабря 1922 по 13 марта 1933. Кардинал-священник с титулом церкви pro illa vice Сан-Никола-ин-Карчере с 13 марта 1933.